# Nyctemera bijunctella
Nyctemera bijunctella là một loài bướm đêm thuộc phân họ Arctiinae, họ Erebidae.